# Kuno von Klebelsberg
Kuno von Klebelsberg de Thumburg (n. 13 noiembrie 1875, Pecica, Austro-Ungaria – d. 12 octombrie 1932, Budapesta, Regatul Ungariei) a fost un om politic maghiar care a îndeplinit funcțiile de ministru de interne (1921-1922) și ministru al religiei și educației din Regatul Ungariei (1922-1931).

## Biografie
Klebelsberg s-a născut în localitatea Magyarpécska din Austria-Ungaria (astăzi Pecica, județul Arad, România). A studiat la Budapesta, Berlin, München și Paris. După Primul Război Mondial, Revoluția Crizantemelor, Tratatul de la Trianon și Războiul Civil din Ungaria, Klebelsberg a preluat în 1921, ca reprezentant al Partidului Unității, funcția de ministru al afacerilor interne în guvernul condus de István Bethlen, ocupând acest post până în anul următor. Ulterior a fost ministru al religiei și educației (1922-1931) și a implementat diverse reforme educaționale, a facilitat înființarea de școli primare în mediul rural, a început modernizarea universităților și a creat un institut cultural maghiar („Collegium Hungaricum”) care avea misiunea de a promova cultura maghiară în străinătate.
Klebelsberg este, de asemenea, renumit pentru introducerea unei politici progresiste privind bursele pentru studenții universitari.
Cu toate acestea, Klebelsberg a fost o personalitate politică destul de controversată pentru că a susținut ideologia supremației ungare, atribuind culturii maghiare o valoare mai mare în comparație cu cultura etniilor minoritare ale fostei monarhii austro-ungare (sârbi, slovaci, români, evrei etc.). După Tratatul de la Trianon, ideologia și reformele sale educaționale au servit direct revendicărilor teritoriale revizioniste și șovine ale regimului maghiar condus de regentul Miklós Horthy. Klebelsberg a fost antisemit și i-a considerat pe evreii maghiari drept vinovați pentru revoluțiile social-democratice și comuniste care au creat Republica Ungară (1918) și respectiv Republica Ungară a Sfaturilor (1919), precum și pentru pierderile teritoriale asociate cu Tratatul de la Trianon. Într-un apel patetic din 1924, el le-a cerut evreilor să refacă Ungaria Mare, promițând în schimb să elimine numerus clausus din sistemul educațional universitar din Ungaria, prima clauză de acest tip introdusă într-o țară europeană la începutul anilor 1920.